# Resa dei conti - Precious Cargo
Resa dei conti - Precious Cargo (Precious Cargo) è un film canadese-statunitense del 2016 diretto da Max Adams.

## Trama
Jack è un ladro internazionale. Un giorno irrompe nella sua vita l'ex-fidanzata Karen, la quale porterà lui e alcuni suoi vecchi colleghi, ad organizzare una rapina ai danni di Eddie Pilosa, l'ex di Karen.